# 醣基化
醣基化（英語：Glycosylation）是在酶的控制下，蛋白質或脂質附加上糖類的過程。此過程為四種共轉譯（co-translational）與後轉譯修飾的一種形式，發生於高基氏體。蛋白質經過糖基化作用之後，可形成糖蛋白。 聚醣在膜和分泌蛋白中發揮多種結構和功能作用。在粗面內質網中合成的大多數蛋白質經歷糖基化。 它是一種酶導向的位點特異性過程，而與糖化的非酶促化學反應相反。 糖基化也作為O-GlcNAc修飾存在於細胞質和細胞核中。 Aglycosylation是工程化抗體繞過糖基化的一個特徵。

## 目的
醣基化是碳水化合物與靶高分子（通常是蛋白質和脂質）共價連接的過程。 這種修改具有各種功能 。 其參與許多生物體內的化學反應，包含細胞黏附和信號傳遞等。例如，一些蛋白質不能正確折疊，除非它們是糖基化的 ；HSP70需要經過蛋白質醣基化才能夠具有功能性。在其他情況下，蛋白質不穩定，除非它們含有在某些天冬酰胺殘基的酰胺氮處連接的寡糖。
總的來說，醣基化需要通過形成它的可能的進化選擇壓力來理解。 在一個模型中，多樣化可以純粹視為內生功能的結果。 然而，更可能的是，通過逃避病原體感染機制（例如，螺桿菌屬附著於末端糖殘基）來驅動多樣化，並且然後內源地利用多細胞生物體內的多樣性。

## 糖蛋白多樣性
糖基化增加了蛋白質組的多樣性，因為幾乎糖基化的每個方面都可以被修飾，包括：
- 糖苷鍵 - 聚醣連接的位點
- 聚醣組合物 - 與給定蛋白質連接的醣類型
- 聚醣結構 - 可以是未支化的或支鏈的糖鏈
- 聚醣長度 - 可以是短鍊或長鏈寡糖

## 醣基化種類
醣基參與了許多重要的生物過程，包含細胞黏附、分子轉運及清除、激活受體、信號傳遞及胞吞作用。醣基化可以進一步的被區分為6種類型，包含N 型醣基化 (N-linked glycosylation)、O 型醣基化 (O-linked glycosylation)、C 型甘露醣基化 (C-linked mannosylation)、S 型醣基化 (S-linked glycosylation)、磷酸醣基化 (phospho-glycation)和糖基磷脂酰肌醇化 (Glypiation)，其中N型醣基化和O型醣基化是在糖蛋白中最常見的修飾過程。下列為醣基化種類，
- N 型醣基化 : 寡醣與氮原子進行鍵結，通常連結於天冬胺酸 (Aspartic acid)的殘基上。
- O 型醣基化 : 寡糖與包含羥基的胺基酸鍵結，通常連結於絲胺酸或蘇胺酸的殘基上。
- C 型甘露醣基化 : 甘露糖 (Mannose)殘基與細胞外蛋白中的色氨酸 (Tryptophan)殘基進行共價連接。
- S 型醣基化 : 寡糖與半胱胺酸 (Cysteine)結合形成肽鍵。
- 磷酸醣基化 : 寡糖透過磷酸二酯鍵與蛋白質進行結合。
- 糖基磷脂酰肌醇化 : 糖蛋白主要錨定於糖磷脂醯肌醇上。

## 機制
有許多醣基化機制，儘管大多數有共同的特徵：
- 與糖化不同，糖基化是酶促過程。 實際上，糖基化被認為是最複雜的翻譯後修飾，因為涉及大量的酶促步驟[10] 。
- 供體分子通常是活化的核苷酸糖（英语：Nucleotide sugar）。
- 該過程是非模板化的（與DNA轉錄或蛋白質翻譯不同）; 相反，細胞依賴於將酶分離到不同的細胞區室（例如，內質網，高爾基體中的池中）。 因此，糖基化是位點特異性修飾。

## 臨床
據報導，人類中有超過40種糖基化紊亂。 這些可以分為四組：蛋白質N-糖基化紊亂，蛋白質O-糖基化紊亂，脂質糖基化紊亂，和其他糖基化途徑以及多種糖基化途徑紊亂。 對於任何這些疾病都沒有有效的治療方法。

### 對治療效果的影響
據報導，哺乳動物糖基化可以改善生物治療藥物的治療功效。 例如，在HEK 293平台中表達的重組人類的干扰素伽玛(干擾素-γ)的治療功效針對抗藥性卵巢癌細胞係得到改善。

## 参阅
- 糖化終產物
- 糖化

## 外部連結
- （英文）GlycoEP （页面存档备份，存于） : In silico Platform for Prediction of N-, O- and C-Glycosites in Eukaryotic Protein Sequences PLoS ONE 8(6): e67008 （页面存档备份，存于）
- （英文）Online textbook of glycobiology with chapters about glycosylation （页面存档备份，存于）
- （英文）GlyProt: In-silico N-glycosylation of proteins on the web[]
- （英文）NetNGlyc: The NetNglyc server predicts N-glycosylation sites in human proteins using artificial neural networks that examine the sequence context of Asn-Xaa-Ser/Thr sequons. （页面存档备份，存于）
- （英文）Supplementary Material of the Book "The Sugar Code" （页面存档备份，存于）
- （英文）Additional information on glycosylation and figures （页面存档备份，存于）